# Naturschutzgebiet Bretziner Heide
Das Naturschutzgebiet Bretziner Heide ist ein 31 Hektar großes Naturschutzgebiet in Mecklenburg-Vorpommern acht Kilometer nordöstlich von Boizenburg. Es handelt sich um eine der letzten trockenen Zwergstrauchheiden in Westmecklenburg. Die Unterschutzstellung erfolgte am 16. April 1974. Der Gebietszustand ist gut, da durch Plaggen und Beweidung mit Schafen die Einwanderung von Gehölzen gebremst werden konnte. Umgebende Orte sind das namensgebende Bretzin unweit südlich sowie Wiebendorf. Das Naturschutzgebiet lag im Naturpark Mecklenburgisches Elbetal. Ein Begehen der Flächen ist auf vorhandenen Wegen möglich. Im südlichen Bereich liegt ein Besucherparkplatz.

## Historie
Das Gebiet entstand auf einer Moränenhochfläche der Saaleeiszeit, die von zwei Urstromtälern, den heutigen Flüssen Boize im Westen und Schaale im Osten, begrenzt wurde.
Menschliche Nutzung der Flächen ist seit der Bronzezeit durch Hügelgräber belegt. Über Jahrhunderte erfolgte eine Weidenutzung und Entnahme des Rohhumus, so dass die Flächen extrem an Nährstoffen verarmten. Auch auf der Schmettauschen Karte aus dem Jahr 1788 ist die Heide mit einem Umfang von 35 Hektar eingetragen. Ab den 1970ern wurde die ursprüngliche Landnutzung eingestellt und die Flächen verbuschten. Ende der 1970er Jahre setzten die ersten Pflegemaßnahmen ein. Die Flächen wurden gemäht, Gehölze entnommen und von 1985 bis 1992 mit Gotlandschafen beweidet. In den Jahren 1993 und 1994 erfolgten maschinelle Plaggungen und anschließend eine Beweidung mit Schafen der Rasse scottish blackface.

## Pflanzenwelt
Bestimmende Pflanzen sind Drahtschmiele und Heidekräuter. Ein Wald aus Birken und Stiel-Eichen umgibt die Flächen. Hervorhebenswerte Brutvögel sind Grünspecht und Wendehals im Gebiet.

## Hügelgräber
Die Hügelgräber der Bretziner Heide stammen aus der Bronzezeit vor ca. 3000 bis 3500 Jahren. In den Erdhügeln befinden sich Baumsärge die in eine Steinlage von faustgroßen Steinen eingebettet sind. Im Verlaufe der Bronzezeit wurden die vorhandenen Hügelgräber auch zur Bestattung von Urnen genutzt. In diesen Gräbern fanden neben privilegierten Personen auch Menschen aus allen damaligen Gesellschaftsschichten ihre letzte Ruhe.

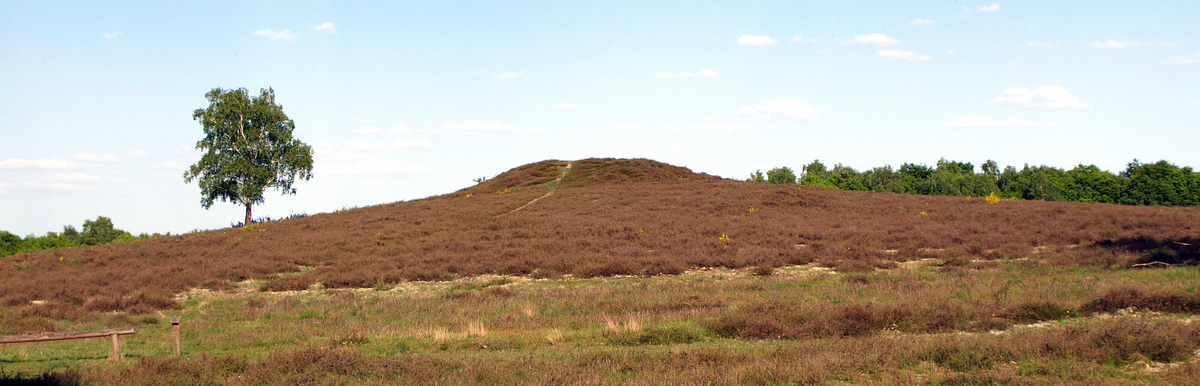
Hügelgrab Bretziner Heide